# Port lotniczy El Eden
Port lotniczy El Eden (IATA: AXM, ICAO: SKAR) - międzynarodowy port lotniczy położony w miejscowości La Tebaida koło miasta Armenia, w Kolumbii.